# Vermögensschaden
Unter Vermögensschaden (auch materieller Schaden) wird ein Schaden an einem vermögenswerten Rechtsgut verstanden, also einen herbeigeführten geldwerten Nachteil einer natürlichen oder juristischen Person oder einer Personenmehrheit.
Unterschieden wird dabei zwischen echten/reinen und unechten Vermögensschäden. Vom Vermögensschaden zu unterscheiden ist der immaterielle Schaden (Nichtvermögensschaden), der sich auf andere Weise als eine Vermögensminderung bemerkbar macht (bspw. Körper oder Ehre).

## Definitionen
Als echten/reinen Vermögensschaden bezeichnet man Situationen, bei denen weder eine Person noch eine Sache unmittelbaren Schaden erleidet, durch schuldhaftes Verhalten aber einem Dritten ein finanzieller Schaden zugefügt worden ist. Derartige Vermögensschäden sind nicht Bestandteil üblicher Privathaftpflicht- oder Betriebshaftpflichtversicherungen. Stattdessen ist zur Schadensabsicherung eine separate Vermögensschadenhaftpflichtversicherung notwendig.
Eine Berufshaftpflichtversicherung deckt neben dem Betriebshaftpflichtrisiko auch immer echte Vermögensschäden über den Baustein Vermögensschadenhaftpflichtversicherung ab.
Der unechte Vermögensschaden hingegen ist der Folgeschaden aus einem Personen- oder Sachschaden. Wurde beispielsweise durch einen Wasserschaden die Festplatte eines Computers beschädigt (= Sachschaden), so stellt der Datenverlust bzw. die notwendige kostenbelastete Datenwiederherstellung einen Sachfolgeschaden (bzw. unechten Vermögensschaden) dar.

## Kasuistik
Typischer Vermögensschaden ist die Vermögensminderung durch Betrugshandlungen und andere Eigentumsdelikte. Ein Vermögensschaden kann aber auch bewirkt werden mittels Vereitelung oder Minderung von Wertschöpfung oder Zugewinn, z. B. durch Betriebsstörungen, Produktionsausfälle oder durch Verwertung geistigen Diebstahls, Urheberrechtsverletzungen, Imitation von Markenwaren, (Fälschung oder Produktpiraterie).
Kriminologisch gesehen ist der Vermögensschaden die Folge eines Vermögensdeliktes.

## Berufliche Pflichtversicherungen
Personen aus zahlreichen Berufsgruppen müssen sich zwingend gegen (echte) Vermögensschäden, die aus ihrer Berufstätigkeit herrühren, versichern. In der Regel ist die Versicherungssumme hierbei 250.000 € im Schadensfall bei 1.000.000 € Maximalleistung pro Jahr.
Beispiele: 
- Rechtsanwälte: § 51 BRAO
- Notare: § 19a BNotO
- Steuerberater: § 67 StBerG
- Wirtschaftsprüfer: § 54 WPO
- Berufsbetreuer: § 23 Abs. 1 Nr. 3 BtOG
- Rechtsdienstleister: § 5 RDV